# Diaptomus clavipoides
Diaptomus clavipoides är en kräftdjursart som beskrevs av Wilson. Diaptomus clavipoides ingår i släktet Diaptomus och familjen Diaptomidae. Inga underarter finns listade i Catalogue of Life.